# Грин (округ, Джорджия)
Грин (англ. Greene County) — округ штата Джорджия, США. Население округа на 2000 год составляло 14406 человек. Административный центр округа — город Гринсборо.

## История
Округ Грин основан в 1786 году.

## География
Округ занимает площадь 1004.9 км2.

## Демография
Согласно Бюро переписи населения США, в округе Грин в 2000 году проживало 14406 человек. Плотность населения составляла 14.3 человек на квадратный километр.